# 弯叶比赖藓
弯叶比赖藓（学名：Brotherella falcata）为锦藓科比赖藓属下的一个种。

## 扩展阅读
- 維基物種上的相關：弯叶比赖藓